# Diana Amarilla
Diana Rosario Amarilla, conocida como  Diana Amarilla, (Posadas, provincia de Misiones; 15 de agosto de 1990) es una actriz y cantante argentina. Logró fama en el concurso de talentos Elegidos (La música en tus manos) que fue transmitido por  Telefe, en el cual quedó segunda. En 2015 ganó la tercera edición de  Tu cara me suena.

## Carrera artística

### Juventud e inicios
Desde niña Diana tuvo en claro su pasión por la música y la actuación. 
De 1998 a 2001 fue cantante en Orquesta Juvenil de SADAIC de la Provincia de Misiones con la dirección Ricardo Ojeda. Luego en el año 2003 a la edad de 12 años fue a Buenos Aires y participó del programa de TV La Banda de Cantaniño transmitido por Telefe , un programa donde niños mostraban su talento con la música para luego quedar seleccionados para una banda.
Años después en 2006 ,a la edad de 15 años, dejó el colegio (rindió libre) , fue a Paraguay y participó también en un programa buscatalentos llamado Rojo Paraguay, transmitido por CANAL 13 (Paraguay) en el cual quedó en el 5° puesto. Al año siguiente participó del Reality show "Latin American Idol" transmitido por Sony Entertainment Television en el cual ella quedó como única semifinalista argentina, pero luego fue eliminada. Luego de terminar la escuela se fue a vivir permanentemente a Buenos Aires.
En el año 2010 fue becada por el V Congreso Internacional de Musicales y Operas rock organizado por Valeria Lynch, para participar del International Summer Dance en Point Park University, en Pittsburgh, Pennsylvania, USA.
En el año 2011, luego de estudiar teatro participó de la comedia musical Drácula dirigida por Pepe Cibrian - Ángel Mahler personificando a La Posadera y Nani (reemplazo). Tuvo tanto éxito esta obra que se realizó una gira nacional. En 2012 actuó en Excalibur, una leyenda musical también bajo la dirección de Pepe Cibrian – Ángel Mahler personificando a la antagonista "Laria". Pero en marzo del mismo año, Diana se despidió del elenco por razones desconocidas
En agosto de 2013, Amarilla es fichada para coprotagonizar la obra teatral Frida sobre la pintora mexicana Frida Kahlo, en donde interpreta a Matilde, la hermana mayor de la artista mexicana.Dicha obra estuvo bajo la dirección de Carla Liguori.
En el 2014 en la UNA (Universidad Nacional de Arte) terminó su Tercer año de Lic. En actuación y participó de un largometraje llamado  "Las Bestias", de Gabriel Carnino. Ese mismo año, se anotó y quedó seleccionada en el Casting de Telefe llamado "CAST " (Centro Artístico de Selección de Talento) , donde se tuvo que mejorar en diferentes disciplinas artísticas: baile , canto y actuación. También tuvo la oportunidad de participar como protagonista de la obra teatral, Con nombre propio 4.

#### 2015: Paso porElegidosy reconocimiento
En 2015 fue participante de la primera temporada del Talent show Elegidos transmitido por Telefe, donde tuvo que desempeñarse y demostrar su versatilidad al interpretar diferentes canciones. A lo largo de las performances la misionera fue ganando popularidad y simpatía con la gente por su peculiar manera de interpretar cada canción y hasta fue adquiriendo apodos como "Diana La Elegida de Misiones" o "Diana Amabrilla". Cuando estaba entre los 6 finalistas, dio un concierto en el teatro Gran Rex para el público junto a sus compañeros. Finalmente quedó en segundo puesto como subcampeona de la primera temporada del show, resultando ganador el rapero Matias Carrica con el 72% de los votos del público.
Diana Amarilla logró el porcentaje más alto del ciclo y del programa: 97%.
| Actuaciones en Elegidos | Actuaciones en Elegidos                                                                      | Actuaciones en Elegidos                 | Actuaciones en Elegidos | Actuaciones en Elegidos | Actuaciones en Elegidos                                     |
| Etapa                   | Canción                                                                                      | Artista original                        | Fecha                   | Orden                   | Resultados                                                  |
| ----------------------- | -------------------------------------------------------------------------------------------- | --------------------------------------- | ----------------------- | ----------------------- | ----------------------------------------------------------- |
| Audiciones              | «Hoy»                                                                                        | Gloria Estefan                          | 16 de abril de 2015     | 1                       | Avanza (90%)                                                |
| Duelos                  | «Malo» (vs. Melanie & Ailin Agostini)                                                        | Bebe                                    | 21 de mayo de 2015      | 5                       | Avanza (87%)                                                |
| El juego de la silla    | «Perdón perdón»                                                                              | HA-ASH                                  | 28 de mayo de 2015      | 10                      | Avanza (93%)                                                |
| Superación              | «¿Por qué me abandonaste?»                                                                   | Paloma San Basilio                      | 4 de junio de 2015      | 6                       | Avanza (93%)                                                |
| Duetos                  | «No me ames» (con Nico y Sara Menta) «Malo»                                                  | Jennifer Lopez Bebe                     | 11 de junio de 2015     | 1                       | Va al repechaje (68%) Salvada por el voto del público (90%) |
| Big Band                | «Like a Prayer»                                                                              | Madonna                                 | 16 de junio de 2015     | 9                       | Avanza (76%)                                                |
| Tributos                | «Resistiré»                                                                                  | Estela Raval                            | 18 de junio de 2015     | 7                       | Avanza (92%)                                                |
| Homenajes               | «Cuando amas a alguien»                                                                      | César "Banana" Pueyrredón               | 23 de junio de 2015     | 5                       | Avanza (89%)                                                |
| Shows en vivo           | «La extraña dama»                                                                            | Valeria Lynch                           | 25 de junio de 2015     | 1                       | Avanza (88%)                                                |
| Big Show                | «Express yourself»                                                                           | Madonna                                 | 30 de junio de 2015     | 7                       | Avanza (90%)                                                |
| Cuartos de final        | «Que tango hay que cantar»                                                                   | Cacho Castaña                           | 2 de julio de 2015      | 6                       | Avanza (97%)                                                |
| Semifinal               | «Corazón Partío» «No llores por mi argentina»                                                | Alejandro Sanz Paloma San Basilio       | 7 de julio de 2015      | 1                       | Va al repechaje (60%) Salvada por el voto del público (81%) |
| La Gran Final           | «Soy lo que soy» «Una canción diferente» (vs. Daiana Colamarino) «Malo (vs. Matias Carrica)» | Sandra Mihanovich Celeste Carballo Bebe | 9 de julio de 2015      | 4                       | Performance inicial (63%) Avanza (68%) Subcampeona (57%)    |

#### 2015: Vida luego deElegidosyTu cara me suena 3
Diana Amarilla concursó en el talent show de imitación Tu cara me suena 3 conducido por Alejandro Wiebe, donde resultó ganadora tras cinco meses de competencia. 
Sus imitaciones fueron : Whitney Houston, Adele, Abel Pintos, Isabel Pantoja, Nicki Minaj, Ashley Grace de Ha*Ash, Laura Pausini, Stevie Wonder, Cher, Aretha Franklin, Beyoncé, Laura Branigan, Jessie J, Paloma San Basilio, Katy Perry, P!nk, Sia, Carmen Flores, Susan Boyle, Whitney Houston, Christina Aguilera, Linda Perry de 4 Non Blondes  y Cher.
El 26 de agosto de este mismo año , la artista posadeña, fue distinguida en la Legislatura Provincial con el Premio Defensoría de los Derechos de los Niños, Niñas y Adolescenteses que entrega el Área de Gestión de Subsecretarías y Programas de la Vicegobernación de la provincia a cargo de Miguel Molina "Por su talento y ejemplo inspirador involucrada con los Derechos al Arte y sus disciplinas" . Además fue destacada entre los diez jóvenes sobresalientes de Misiones.
En el 2015 también dio otro concierto en el Gran Rex junto a sus compañeros finalistas de la primera temporada de Elegidos y con los finalistas de la segunda. Además participó en diferentes festivales nacionales argentinos como La Fiesta Nacional del Litoral y la Fiesta Nacional de la Nieve realizada en Bariloche entre los festivales más destacados.
El 9 de junio de 2017, lanzó "Diferentes", primer sencillo de su nuevo disco como solista.
El 7 de julio del corriente, finalmente fue lanzado su disco "Diana Amarilla" con un total de 11 canciones.

## Filmografía

### Cine
| Año  | Título      | Personaje | Notas                  |
| ---- | ----------- | --------- | ---------------------- |
| 2014 | Las bestias | TBA       | Película independiente |

### Televisión
| Año           | Título                            | Personaje              | Notas                  | Canal                         |
| ------------- | --------------------------------- | ---------------------- | ---------------------- | ----------------------------- |
| 2003          | La banda de pastor                | Participante           |                        | Telefe                        |
| 2006          | Rojo Paraguay                     | Participante           | 5º lugar               | Canal 13 (Paraguay)           |
| 2007          | Latin American Idol               | Participante           | Eliminada en el Top 20 | Sony Entertainment Television |
| 2015          | Elegidos (La música en tus manos) | Participante           | Subcampeona            | Telefe                        |
| 2015          | Tu cara me suena 3                | Participante/Imitadora | Ganadora               | Telefe                        |
| 2016          | Laten argentinos                  | Jurado                 | 1 programa             | Telefe                        |
| 2016          | Loco por vos                      | Carola Bianchetti      | Participación especial | Telefe                        |
| 2020-2021     | Lo mejor de voz                   | Conductora             | Programa musical       | Canal 12                      |
| 2021-presente | Reinventate                       | Conductora             |                        | Canal 12                      |

### Web
| Año  | Título       | Personaje | Notas               | Canal  |
| ---- | ------------ | --------- | ------------------- | ------ |
| 2016 | Primera cita | Martina   | Personaje principal | Telefe |

## Discografía

### Solista
| Año  | Detalles                                                                                     |
| ---- | -------------------------------------------------------------------------------------------- |
| 2017 | Diana Amarilla - Publicado: 2017 - Formatos: CD, descarga digital - Discográfica: Sony Music |

### Sencillos
- «Diferentes» (2017)
- «Lo que pasó» (2018)

## Teatro
| Año  | Título                            | Personaje          | Notas                     |
| ---- | --------------------------------- | ------------------ | ------------------------- |
| 2011 | Drácula, el musical               | La posadera/Nani   | Pers. Nani sólo reemplazo |
| 2012 | Excalibur, una leyenda musical    | Laria              | Antagonista               |
| 2013 | Frida                             | Matilde            | Coprotagonista            |
| 2014 | Con nombre propio 4               | Ella misma         | Protagonista              |
| 2015 | Elegidos (La música en tus manos) | Ella misma         | Teatro Gran Rex           |
| 2017 | Bernabela                         | Bernarda-Bernabela | Protagonista              |
| 2018 | Aladín Será genial                | Abba               | Teatro Gran Rex           |

## Premios y nominaciones
| Año  | Premio                | Categoría                     | Trabajo        | Resultado | Ref.   |
| ---- | --------------------- | ----------------------------- | -------------- | --------- | ------ |
| 2018 | Premios Carlos Gardel | Mejor Álbum Nuevo Artista Pop | Diana Amarilla | Nominada  | [ 14 ] |